# Wirtuoz
Wirtuoz (wł. virtuoso z łac. virtus, umiejętność, doskonałość) – wybitny instrumentalista, mistrz danego instrumentu. Muzyk zdolny pokonać najbardziej skomplikowane problemy techniczne. Charakteryzuje się doskonałym słuchem i wyczuciem rytmu.
Wirtuozeria może się łączyć z pogłębioną interpretacją, często jednak stanowi cel sam w sobie. We współczesnej kulturze muzycznej począwszy od XIX wieku, umacnia się przeświadczenie o prymacie interpretacji artystów nad wirtuozerią.